# Fernando Seoane
David Ferreiro Quiroga (ur. 25 marca 1983 w Santiago de Compostela) – hiszpański piłkarz występujący na pozycji pomocnika w CD Lugo.